# Maurice C. Padden

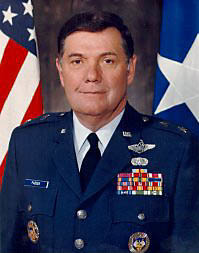
Maurice C. Padden

Maurice Cartwright Padden (* 7. Februar 1931 in Wheeling, Ohio County, West Virginia; † 20. Februar 2015 in Massillon, Stark County, Ohio) war ein Generalmajor der United States Air Force. Er war unter anderem Kommandeur des Air Force Space Commands.

## Leben
Er war ein Sohn von John Richard Padden und dessen Frau Katherine Allison Cartwright, besuchte die Schulen seiner Heimat und studierte danach für kurze Zeit bis zum Jahr 1952 an der Ohio State University. Im Jahr 1953 trat er der US Air Force bei, in der er zum Offizier ausgebildet wurde. Im Jahr 1954 gelangte er als Leutnant in deren Offizierskorps. In der United States Air Force durchlief er anschließend alle Offiziersränge vom Leutnant bis zum Zwei-Sterne-General.
Im Lauf seiner militärischen Karriere absolvierte er verschiedene Kurse und Schulungen. Dazu gehörten unter anderem eine Ausbildung zum Flugnavigator; die Squadron Officer School auf der Maxwell Air Force Base in Alabama; das Armed Forces Staff College in Norfolk in Virginia und das Air War College, ebenfalls auf der Maxwell AFB. Außerdem erhielt er einen akademischen Grad von der Troy University.
In seinen frühen Jahren als Offizier der Luftwaffe war er auf verschiedenen Stützpunkten stationiert. Dabei war er als Flugnavigator, Ausbilder oder Stabsoffizier bei unterschiedlichen Einheiten tätig. Dazwischen absolvierte er die erwähnten Schulungen. Zwischen Januar 1969 und Juli 1970 war er während des Vietnamkriegs auf der Tan Son Nhut Air Base in Südvietnam stationiert. Nach seiner Heimkehr war er zwischen Juli 1970 und Juli 1973 Stabsoffizier bei der Verwaltung der Air University. Daran schloss sich sein Studium am Air War College an.
Als Nächstes wurde er zum stellvertretenden Kommandeur der Norton Air Force Base und danach der Travis Air Force Base ernannt, die sich beide in Kalifornien befanden. Zwischen Februar 1976 und Juni 1978 war Maurice Padden Standortkommandant der Scott Air Force Base in Illinois. Daran schloss sich eine Versetzung zur Altus Air Force Base in Oklahoma an, wo er das Kommando über das 443. Transportgeschwader (443rd Military Airlift Wing) erhielt. Diese Aufgabe nahm er zwischen Juni 1978 und Mai 1980 wahr. Als Nächstes folgte eine Versetzung zum Stab der Joint Chiefs of Staff in Washington, D.C. Bis zum Juli 1985 gehörte er in unterschiedlichen Funktionen deren Stabsabteilung für Operationen (J3) an.
Im Juli 1985 wurde Maurice Padden stellvertretender Kommandeur des North American Aerospace Defense Command (NORAD) und des Air Force Space Commands, die sich beide auf der Peterson Air Force Base in Colorado befanden. Am 1. Oktober 1986 übernahm er als Nachfolger von Robert T. Herres das Kommando über das Air Force Space Command. Dieses Amt übte er bis zum 29. Oktober 1987 aus als Donald Kutyna seine Nachfolge antrat. Anschließend schied er aus dem aktiven Militärdienst aus.
Während seiner aktiven Zeit als Flugnavigator absolvierte er über 4500 Flugstunden auf verschiedenen Flugzeugtypen.
Der seit 1954 mit Janice Elizabeth Eckstein verheiratete Offizier verbrachte seinen Lebensabend in Massillon in Ohio. Mit seiner Frau unternahm er zahlreiche Reisen in den und außerhalb der Vereinigten Staaten. Außerdem spielte er Golf. Er starb am 20. Februar 2015 und wurde auf dem amerikanischen Nationalfriedhof Arlington beigesetzt.

## Orden und Auszeichnungen
Maurice Padden erhielt im Lauf seiner militärischen Laufbahn unter anderem folgende Auszeichnungen:
- Defense Superior Service Medal
- Legion of Merit
- Bronze Star Medal
- Meritorious Service Medal
- Air Medal
- Joint Service Commendation Medal
- Air Force Outstanding Unit Award
- Vietnam Service Medal
- Vietnam Campaign Medal (Südvietnam)